# Konžská krize
Konžská krize (francouzsky crise congolaise) bylo období politické nestability a konfliktu v Konžské republice v letech 1960 až 1965. Krize začala téměř okamžitě poté, co Kongo získalo nezávislost na Belgii a skončilo neoficiálně převzetím vlády nad celou zemí Josephem-Désiré Mobutuem. Konžská krize se skládala ze sérií občanských válek a byla zástupným konfliktem studené války, ve kterém Sovětský svaz a Spojené státy podporovaly opoziční frakce. Během krize bylo zabito odhadem asi 100 000 lidí.
Národně-osvobozenecké hnutí v belgickém Kongu požadovalo konec koloniální nadvlády, což vyústilo 30. června 1960 v nezávislost země. Převzetí vlády bylo připraveno jen minimálně a mnoho otázek jako federalismus, tribalismus a etnický nacionalismus zůstalo nevyřešeno. V prvním červencovém týdnu se vzbouřila armáda a začal pogrom na bělochy. Na ochranu bílých uprchlíků vyslala Belgie vojenské jednotky. S belgickou podporou se od země odtrhly provincie Katanga a Jižní Kasai. Do probíhajícího konfliktu vyslala OSN mírové jednotky, ale generální tajemník OSN Dag Hammarskjöld odmítl tyto jednotky nasadit proti separatistům. Premiér Patrice Lumumba, vůdce největší nacionalistické frakce, povolal na pomoc Sovětský svaz, který okamžitě vyslal vojenské poradce a poskytl ústřední vládě v Léopoldville další podporu.
Zapojení Sovětů rozdělilo konžskou vládu a vedlo roztržce mezi Lumumbou a prezidentem Josephem Kasavubuem. Velitel armády Mobutu roztržku ukončil převratem, vyhnal sovětské poradce a ustanovil novou vládu pod svou vlastní kontrolou. Lumumba byl zajat a následně popraven v roce 1961. Lumumbovi přívrženci vedení Antoinem Gizengou vyhlásili ve východním městě Stanleyville konkurenční vládu „Svobodné republiky Kongo“. Získali sovětskou podporu, ale počátkem roku 1962 byli poraženi. Poté, co na konci roku 1961 Hammarskjöld zahynul při letecké havárii, zaujala OSN vůči separatistům razantnější postoj. Ústřední vláda porazila s podporou jednotek OSN odštěpenecká hnutí v Katanze a jižním Kasai počátkem roku 1963.
Když byla Katanga a Jižní Kasai navrácena pod vládní kontrolu, byla přijata kompromisní ústava a uprchlý katanžský vůdce Moise Tshombe byl povolán, aby vedl prozatímní správu, zatímco byly připravovány nové volby. Dříve než se uskutečnily, povstali východě země maoističtí bojovníci, kteří si říkali „Simba“. Simbové převzali kontrolu nad značným územím a ve Stanleyville vyhlásili komunistickou „Konžskou lidovou republiku“. Vládní síly postupně získávaly území zpět a v listopadu 1964 intervenovala ve Stanleyville belgická armáda s podporou Spojených států, aby zachránila ze zajetí rukojmí zadržovaná Simby. Simbové byli poraženi a jejich moc se záhy zhroutila. Po volbách v březnu 1965 vznikl mezi Tshombem a Kasavubuem politický pat, díky němuž nebylo možno sestavit vládu. Mobutu provedl druhý převrat a v listopadu 1965 převzal kontrolu nad zemí. Pod Mobutuovou vládou se Kongo (přejmenované v roce 1971 na Zair) přeměnilo na diktaturu, která vydržela až do jeho odstranění v roce 1997.

## Pozadí

### Belgická nadvláda

Belgické Kongo, dnes Demokratická republika Kongo, na mapě Afriky podbarveno

Koloniální nadvláda v Kongu začala na konci 19. století. Belgický král Leopold II., frustrovaný nedostatečným mezinárodním uznáním Belgie a její sily, se pokusil přesvědčit belgickou vládu, aby podpořila koloniální expanzi do tehdy ve značné míře neprozkoumané Konžské pánve. Nejednoznačný postoj belgické vlády k této myšlence dovedl Leopolda k tomu, že nakonec vytvořil kolonii na vlastní účet. S podporou řady západních zemí, které považovaly Leopolda za užitečný nárazník mezi soupeřícími koloniálními mocnostmi, dosáhl Leopold v roce 1885 mezinárodního uznání osobní kolonie – svobodného státu Konga. Násilí státních úředníků vůči domorodcům a nemilosrdný systém hospodářského vykořisťování vedl na přelomu století k intenzivnímu diplomatickému tlaku na Belgii, aby převzala oficiální kontrolu nad zemí, což provedla v roce 1908, čímž vzniklo belgické Kongo.
Belgická vláda v Kongu byla založena na „koloniální trojici“ (trinité coloniale) státních, misionářských a soukromých zájmů. Zvýhodnění belgických obchodních zájmů znamenalo, že kapitál se někdy přeléval zpět do Konga a že se jednotlivé regiony specializovaly. Při mnoha příležitostech byly zájmy vlády a soukromého podnikání těsně svázány a stát pomáhal společnostem ve stávkokazectví a čelil dalším snahám domorodců o zlepšení jejich údělu. Rozlehlá a řídce osídlená země byla kvůli efektivní správě rozdělena do hierarchicky organizovaných správních útvarů, jejichž řízení, téměř výhradně v rukou bělochů, bylo značně nezávislé. Jednotně byla řízena „domorodá politika“ (politique indigène), která vycházela z nadřazenosti bělochů nad černochy, a to přestože po skončení druhé světové války přišlo do Konga velké množství bílých přistěhovalců, kteří pocházeli z celého sociálního spektra. V důsledku toho zde byla vysoká úroveň rasové segregace. Koncem koloniálního období žilo v Kongu asi 100 000 Evropanů, převážně v hlavním městě Léopoldville.
Na počátku padesátých let začala být Belgie vystavována mezinárodnímu tlaku, aby přeměnila svoji kolonii na suverénní stát. Koloniální administrativa zahájila různé rozvojové programy zaměřené na přeměnu území na „modelovou kolonii“, v jejímž důsledku zažilo Kongo bezprecedentní úroveň urbanizace. Na jejich začátku bylo v Kongu jen třicet domorodých absolventů vysokých škol. Poté, co se začalo významně investovat do školství, dostalo se Kongo mezi země s nejvyššími výdaji na vzdělávání (v letech 1958 a 1959 2 100 miliónu franků ročně, čili 15 % rozpočtu). Byly založeny první dvě univerzity ve střední Africe (v Léopoldville a Elisabethville), kde koncem padesátých let studovalo 466 místních studentů a kromě toho 76 na evropských univerzitách. V té době mělo Kongo už více než tisíc absolventů lékařství, pedagogiky, agronomie, veterinářství, techniky a teologie. Stejně tak byl vysoký počet škol v přepočtu na obyvatele (jedna pro 75 žáků), nejvyšší úroveň vzdělání (50 až 55 %) a míra gramotnosti (55 %) byla nejvyšší ze všech „rovníkových“ zemí. Přímým důsledkem byl vznik nové střední třídy vzdělanějších afrických „évolué“ ve městech.
V roce 1955 zveřejnil profesor A. J. Van Bilsen studii nazvanou třicetiletý plán politické emancipace belgické Afriky. Dobu nezbytnou pro výcvik a postup évolué na veškerá místa zajišťující správu státu odhadoval na třicet let. Belgičané a mnoho évolué byli vůči tomuto plánu skeptičtí, jedni zklamáni vyhlídkou na opuštění země a druzí délkou přechodného období. Jediní, kdo na plán reagovali pozitivně, byli katoličtí évolué sdružení ve skupině, která zveřejnila svůj manifest v konžských novinách la Conscience Africaine. Jedním z opatření nepřímo reagujícím na tento plán bylo vypsání místních voleb v roce 1956, což bylo oproti francouzským koloniím o více než deset let později. Podle představ belgické správy se mělo nezávislosti dosáhnout v letech 1980 až 2000.
Bohaté přírodní zdroje, včetně uranu přitahovaly v průběhu studené války pozornost k tomuto regionu jak Sovětského svazu, tak Spojených států.

### Politika a radikalizace

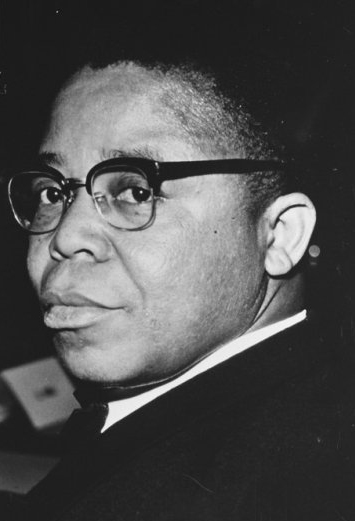
Vůdce ABAKO, Joseph Kasavubu, který se později stal prvním prezidentem nezávislého Konga

S celkovým pokrokem se začalo rozvíjet i národně-osvobozenecké hnutí. Jednou z prvních organizací byla Aliance Kongů (Alliance des Bakongo – ABAKO), založená v roce 1950 a vedená Josephem Kasavubuem. Významnou organizací byla také „Konfederace kmenových sdružení Katangy” (Confédération des Associations Tribales du Katanga – CONAKAT), lokální strana vedená Moisem Tshombem primárně zastupující jižní provincii Katanga a později obhajující federalismus. Další organizace byly Liboke lya Bangala, která hájila zájmy Ngalů, a Fédékaleo, ve které se sdružovali obyvatelé z regionu Kasai. Navíc k tomu zde existovalo několik menších stran, které se objevily v souvislosti s rozvojem národně-osvobozeneckého hnutí, včetně radikální Parti Solidaire Africain (PSA) a frakcí zastupujících zájmy menších etnických skupin, jako je Alliance des Bayanzi (ABAZI). Celkově bylo protikoloniální hnutí rozděleno do mnoha stran a skupin, které se lišily v závislosti na etnickém a geografickém původu a působily proti sobě.
Nejpočetnější organizací se stalo „Národní konžské hnutí“ (Mouvement National Congolais – MNC), založené v roce 1958 jako jednotná fronta zaměřená na dosažení nezávislosti „v přiměřené“ době. Vznikla kolem charty, kterou podepsali mimo jiné Patrice Lumumba, Cyrille Adoula a Joseph Iléo, ale strana byla obviněna, že je příliš umírněná. Charismatický Lumumba se stal vedoucí postavou v rámci MNC a podle vlastních údajů měla koncem roku 1959 58 000 členů. Ačkoli MNC byla největší z afrických národně-osvobozeneckých stran, zahrnovala mnoho různých frakcí, které zaujímaly odlišné postoje k řadě otázek. Hnutí se stále více polarizovalo mezi umírněnými évolué a radikálnějším masovým členstvem. Radikální frakce vedená Iléem a Albertem Kalonjim se v červenci 1959 rozpadla, ale nedokázala vyvolat hromadný odchod členů z MNC. Odštěpenecká frakce se stala známou jako MNC-Kalonji (MNC-K), zatímco většinová skupina nesla označení MNC-Lumumba (MNC-L). Podpůrná základna strany se rozdělila na ty, kteří zůstali s Lumumbou, především v oblasti Stanleyville na severovýchodě, a ty, kteří podporovali MNC-K, která se stala nejoblíbenější ve městě Élisabethville na jihu a u lubského etnika.
Oproti MNC obhajoval ABAKO radikálnější ideologii založenou na výzvách k okamžité nezávislosti a podpoře regionální identity. Postoj ABAKO byl oproti MNC etnicky nacionalističtější; argumentoval tím, že jako dědici předkoloniálního království Kongo by nezávislé Kongo měli vést Kongové.
Poté, co se politická demonstrace v konžském hlavním městě Léopoldville přeměnila na násilnou, vypukly 4. ledna 1959 velké nepokoje. Koloniální četnictvo, zvané francouzsky Force Publique, použilo proti vzbouřencům sílu – bylo zabito nejméně 49 lidí a celkem mohlo být až 500 obětí. Vliv národně-osvobozeneckých stran se poprvé rozšířil mimo velká města, a demonstrace a nepokoje se v průběhu následujícího roku staly pravidelným jevem, který do hnutí za nezávislost přivedl velké množství domorodců z řad mimo évolué. Mnozí z nich začali pokoušet hranice koloniálního systému odmítáním platit daně nebo dodržovat méně významné koloniální předpisy. Převážná část vedení ABAKO byla zatčena, čímž se MNC dostala do výhodnějšího postavení.
Vývoj měl za následek, že se bílá komunita také radikalizovala. Někteří běloši plánovali pokus o převrat, pokud by vládu převzala černá většina. Jak se zákonnost a pořádek začaly rozpadat, bílí civilisté vytvořili skupiny milic známé jako „Evropské dobrovolnické sbory“ Corps de Voluntaires Européens, aby ochraňovali své okolí. Ve snaze zmírnit napětí mezi obyvateli vyhlásila belgická správa volby na konec roku 1959. Nicméně na uklidnění situace neměly příliš vliv, protože je většina domorodých stran bojkotovala.

### Nezávislost

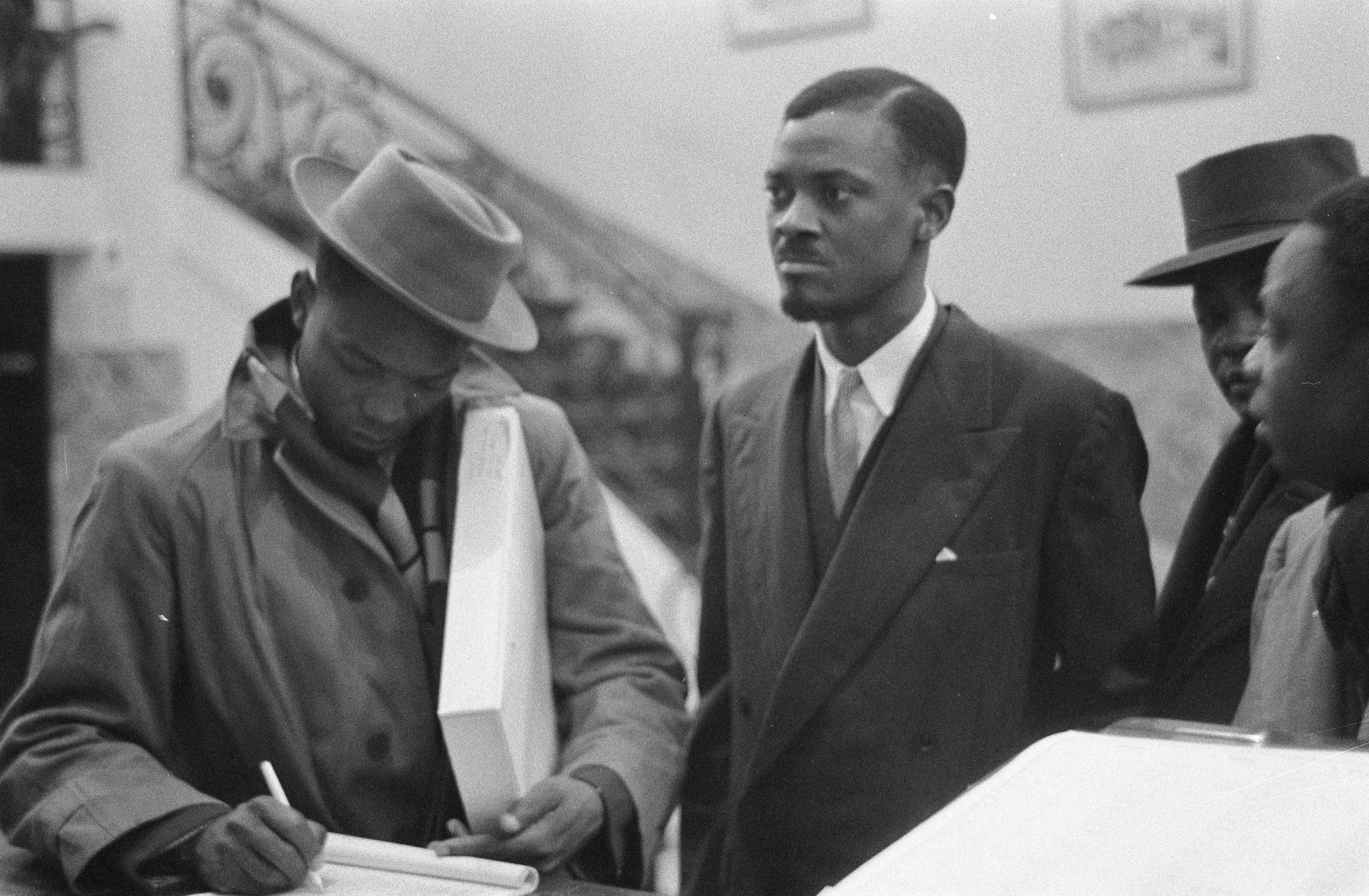
Patrice Lumumba, vedoucí MNC-L a první předseda vlády, zachycený v Bruselu na konferenci u kulatého stolu v roce 1960

Kvůli zjevně bezvýchodné situaci vypracovala belgická parlamentní pracovní skupina zprávu o budoucnosti Konga, ve které zmiňovala silnou poptávku po „vnitřní autonomii“. August de Schryver, ministr kolonií, zahájil v lednu roku 1960 v Bruselu významnou konferenci u kulatého stolu, jíž se zúčastnili představitelé všech hlavních konžských stran. Lumumba, který byl zatčen po nepokojích ve Stanleyville, byl před konferencí propuštěn a vedl delegaci MNC-L. Belgická vláda prosazovala před vyhlášením nezávislosti přechodné období, ale konžský tlak na konferenci vyústil ke stanovení data 30. června 1960. Otázky týkající se federalismu, etnicity a budoucí úlohy Belgie v konžských záležitostech zůstaly nevyřešeny, protože se nedosáhlo dohody.
S cílem roztříštit národně-osvobozenecké hnutí za podpory soupeřících etnických stran jako CONAKAT začali Belgičané vést proti Lumumbovi kampaň, aby ho marginalizovali, a obviňovali ho, že je komunista. Mnoho Belgičanů doufalo, že nezávislé Kongo bude součástí federace jako Francouzské společenství nebo Britské společenství národů a že bude pokračovat úzké hospodářské a politické spojení s Belgií. Když se blížila nezávislost, belgická vláda uspořádala v květnu 1960 volby. Výsledkem byla relativní většina MNC.
| Strany                                              | Strany                                                                                 | Strany                                                 | Hlasy     | %     | Křesel   | Křesel |
| Strany                                              | Strany                                                                                 | Strany                                                 | Hlasy     | %     | Sněmovna | Senát  |
| --------------------------------------------------- | -------------------------------------------------------------------------------------- | ------------------------------------------------------ | --------- | ----- | -------- | ------ |
|                                                     |                                                                                        | Národní konžské hnutí – Lumumba (MNC-L)                | 521 187   | 23,44 | 33       | 21     |
|                                                     | Union nationale congolaise (UNC)                                                       | 63 425                                                 | 2,85      | 3     | 2        |        |
|                                                     | Coalition Kasaienne (COAKA)                                                            | 47 526                                                 | 2,14      | 2     | 1        |        |
|                                                     | Cartel Mouvement de l'unité des Basonge-MNC-L] (MUB/MNC-L)                             | 30 280                                                 | 1,36      | 1     |          |        |
|                                                     | Cartel Coalition Kasai-MNC-L (COAKA/MNC-L)                                             | 21 465                                                 | 0,97      | 1     |          |        |
|                                                     | Cartel Union économique des Babembe du Fizi-MNC-L (UNEBAFI/MNC-L)                      | 19 324                                                 | 0,87      | 1     |          |        |
| Národní konžské hnutí (MNC-L) a přidružení – celkem | Národní konžské hnutí (MNC-L) a přidružení – celkem                                    | 703 407                                                | 31,63     | 41    |          |        |
|                                                     |                                                                                        | Parti national du progrès (PNP)                        | 137 195   | 6,17  | 7        | 5      |
|                                                     | Union kwangolaise pour l'indépendance et la liberté (LUKA)                             | 52 612                                                 | 2,37      | 3     |          |        |
|                                                     | Mouvement pour l'évolution et le développement de l'économie rurale du Congo (MEDERCO) | 27 634                                                 | 1,24      | 2     |          |        |
|                                                     | Alliance rurale progressiste – Parti rural congolais (ARP-PRC)                         | 16 892                                                 | 0,76      | 1     |          |        |
|                                                     | Front commun–Delvaux (FC)                                                              | 17 716                                                 | 0,80      | 1     |          |        |
|                                                     | Chefs Coutumiers pro-PNP                                                               | 13 408                                                 | 0,60      | 1     | (23)     |        |
| Parti national du progrès a přidružení – celkem     | Parti national du progrès a přidružení – celkem                                        | 265 457                                                | 11,94     | 15    |          |        |
|                                                     | Parti de la solidarité africaine (PSA)                                                 | Parti de la solidarité africaine (PSA)                 | 278 971   | 12,54 | 13       | 5      |
|                                                     | Aliance Kongů (ABAKO)                                                                  | Aliance Kongů (ABAKO)                                  | 210 542   | 9,47  | 12       | 5      |
|                                                     | Centre de regroupement africain (CEREA)                                                | Centre de regroupement africain (CEREA)                | 95 721    | 4,30  | 10       | 7      |
|                                                     |                                                                                        | Parti de l'unité nationale (PUNA)                      | 92 547    | 4,16  | 7        | 8      |
|                                                     | Association Ngwaka                                                                     | 26 114                                                 | 1,17      | 2     |          |        |
| Parti de l'unité nationale a přidružení – celkem    | Parti de l'unité nationale a přidružení – celkem                                       | 118 661                                                | 5,33      | 9     |          |        |
|                                                     | Konfederace kmenových sdružení Katangy (CONAKAT)                                       | Konfederace kmenových sdružení Katangy (CONAKAT)       | 104 821   | 4,72  | 8        | 7      |
|                                                     |                                                                                        | Národní konžské hnutí – Kalonji (MNC-K)                | 147 578   | 6,64  | 7        | 4      |
|                                                     | Indépendants pro MNC-K                                                                 | 14 364                                                 | 0,65      | 1     |          |        |
| Národní konžské hnutí (MNC-K) a přidružení – celkem | Národní konžské hnutí (MNC-K) a přidružení – celkem                                    | 161 942                                                | 7,29      | 8     |          |        |
|                                                     |                                                                                        | Association générale des Baluba du Katanga (BALUBAKAT) | 80 434    | 3,62  | 6        | 5      |
|                                                     | Association des Tshokwe du Congo Belge, d'Angola et de Rhodesie (ATCAR)                | 29 657                                                 | 1,33      | 1     |          |        |
| Katanžský kartel – celkem                           | Katanžský kartel – celkem                                                              | 110 091                                                | 4,95      | 7     |          |        |
|                                                     | Regroupement congolais (RECO)                                                          | Regroupement congolais (RECO)                          | 41 202    | 1,85  | 4        | 1      |
|                                                     | Alliance des Bayanzi (ABAZI)                                                           | Alliance des Bayanzi (ABAZI)                           | 21 024    | 0,95  | 1        |        |
|                                                     | Union des Mongo (UNIMO)                                                                | Union des Mongo (UNIMO)                                | 16 739    | 0,75  | 1        | 4      |
|                                                     | Rassemblement démocratique du Lac-Kwango-Kwilu (RDLK)                                  | Rassemblement démocratique du Lac-Kwango-Kwilu (RDLK)  | 12 761    | 0,57  | 1        |        |
|                                                     | Místní skupiny                                                                         | Místní skupiny                                         | 19 422    | 0,87  | 2        |        |
|                                                     | nezávislí                                                                              | nezávislí                                              | 63 333    | 2,85  | 5        | 9      |
| mezisoučet                                          | mezisoučet                                                                             | mezisoučet                                             | 2 223 894 | 80,18 |          |        |
| Hlasy bělochů a neplatné hlasy                      | Hlasy bělochů a neplatné hlasy                                                         | Hlasy bělochů a neplatné hlasy                         | 549 701   | 19,82 |          |        |
| Celkem                                              | Celkem                                                                                 | Celkem                                                 | 2 773 595 | 100   | 137      | 84     |
| Neúčast                                             | Neúčast                                                                                | Neúčast                                                | 617 345   | 18,21 |          |        |
| Zápsáno / účast                                     | Zápsáno / účast                                                                        | Zápsáno / účast                                        | 3 390 940 | 81,79 |          |        |

Prohlášení nezávislé republiky Kongo a konec koloniální nadvlády se uskutečnilo podle plánu 30. června 1960. Na slavnostním ceremoniálu v Palais de la Nation v Léopoldville přednesl král Baudouin projev, ve kterém představil konec koloniální vlády v Kongu jako vyvrcholení belgické „civilizační mise“ zahájené Leopoldem II. Po projevu krále přednesl Lumumba neplánovanou řeč, ve které rozzlobeně zaútočil na kolonialismus a označil nezávislost za vrcholný úspěch národně-osvobozeneckého hnutí. Lumumbova řeč vyvolala téměř diplomatický incident s Belgií a konžští politici ji považovali za zbytečně provokativní, přesto ji někteří ocenili jako například Malcolm X. Nicméně nezávislost byla oslavována napříč celým Kongem.
Z politického hlediska měl nový stát poloprezidentskou ústavu, známou jako Loi Fondamentale, ve které byla výkonná moc rozdělena mezi prezidenta a předsedu vlády v systému nazývaném bicefalismus. Kasavubu byl prohlášen prezidentem a Lumumba předsedou vlády Konžské republiky. Navzdory námitkám CONAKATu a dalších byla ústava převážně centralistická, soustřeďovala moc v ústřední vládě v Léopoldville a nepřeváděla významné pravomoci na provinční úroveň.

## Začátek krize

### Vzpoura v armádě, rasové násilí a belgická intervence
Přes prohlášení nezávislosti neměly ani belgická, ani konžská vláda v úmyslu koloniální sociální řád okamžitě ukončit. Belgická vláda doufala, že si bílí budou moci udržet svou pozici na neurčito. Konžská republika byla pro každodenní fungování stále závislá na koloniálních institucích jako Force Publique a bílí techničtí odborníci byli ponecháni kvůli nedostatku příslušně kvalifikovaných domorodců, částečně v důsledku koloniálních omezení ve vysokoškolském vzdělávání. Mnoho domorodců předpokládalo, že nezávislost přinese hmatatelné a okamžité sociální změny, takže nechtěli snášet ponechání bělochů na důležitých pozicích.
Generálporučík Émile Janssens, belgický velitel Force Publique, odmítl přijmout konžskou nezávislost jako změnu velení. Den po oslavách nezávislosti shromáždil černé poddůstojníky své posádky v Léopoldville a řekl jim, že věci pod jeho velením zůstanou stejné, což shrnul na tabuli textem „před nezávislostí = po nezávislosti“. Tato zpráva byla v rozporu s představami většiny domorodého poddůstojnictva a mužstva, která očekávala, že nezávislost bude doprovázena rychlým povyšováním a zvýšením platů. 5. července 1960 se proti svým bílým důstojníkům vzbouřilo několik jednotek na základně Hardy nedaleko Thysville. Povstání se příští den rozšířilo do Léopoldville a později do posádek po celé zemi. Lumumba Jansense propustil a přejmenoval Force Publique na Armée Nationale Congolaise (ANC). Velitelem armády místo něj jmenoval Victora Lundulu, kterého povýšil z nadpraporčíka na generálmajora. Současně byl Lundulovým zástupcem a náčelníkem štábu jmenován Joseph-Désiré Mobutu, bývalý nadpraporčík a blízký pomocník Lumumby.
Všichni černošští vojáci byli povýšeni alespoň o jednu hodnost. Neuvážené odvolání bílého velitele mělo za následek, že na většině území vzpoura zesílila, přestože se ji vláda pokusila zastavit a Lumumba a Kasavubu osobně zasáhli v Léopoldville a Thysville, kde přesvědčili vzbouřence, aby složili zbraně. Bílí důstojníci a civilisté byli napadáni, jejich majetky byly pleněny a ženy znásilňovány. Belgická vláda byla touto situací hluboce znepokojena, zejména když běloši začali prchat do sousedních zemí. Mezinárodní tisk byl šokován zjevně náhlým kolapsem pořádku v Kongu, protože zdejší situace před nezávislostí byla světem vnímána jako klidná, stabilní se silnou kontrolou ze strany úřadů.

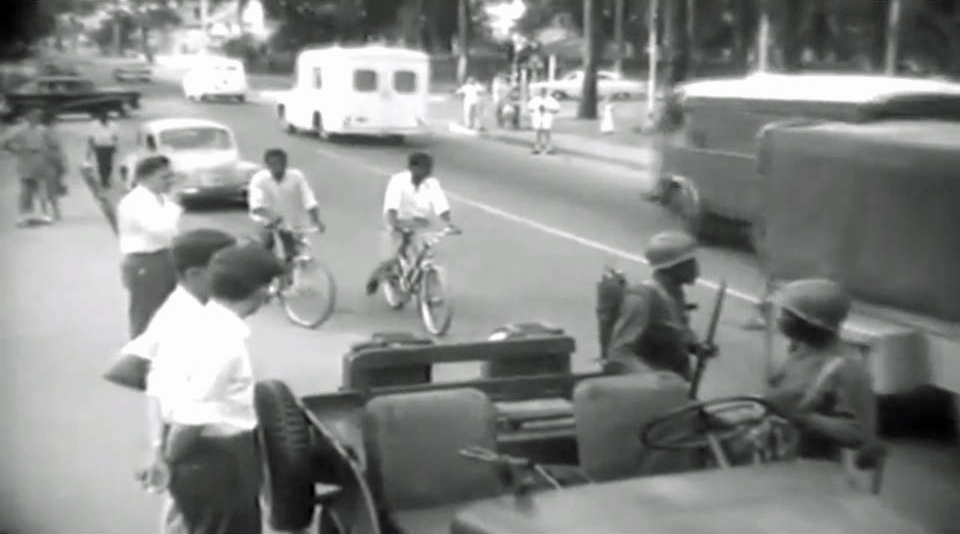
Vojáci Force Publique v Léopoldville v roce 1960

Lumumbův postoj potvrzoval předchozí obavy ohledně jeho radikalismu. K ochraně prchajících bělochů vysadila Belgie 9. července parašutisty v Kabalo a jinde, a to bez svolení konžské vlády. Belgická intervence rozdělila Lumumbu a Kasavubua; zatímco Kasavubu belgickou operaci přijal, Lumumba ji odsoudil a vyzval „všechny konžské občany, aby bránili svoji republiku před těmi, kdo ji ohrožují“. Na žádost Lumumby belgické námořnictvo evakuovalo 11. července bělochy z přístavního města Matadi. Konflikt s místními ozbrojenci vyústil v následné odstřelování města z belgických lodí a přitom zahynulo nejméně 19 civilistů. Tato akce se stala záminkou pro obnovení útoků na bělochy v celé zemi, zatímco belgické síly vstupovaly do jiných měst, včetně Léopoldville, a střetávaly se s konžskými jednotkami. Belgická vláda následně oznámila, že zajistí belgickým úředníkům návrat do Belgie, což vyvolalo exodus většiny z 10 000 evropských státních úředníků v Kongu a nechalo místní administrativu na pospas. V důsledku nepořádku šířícího se celou zemí nebyla většina úřadů schopna fungovat.

### Odtržení Katangy a Jižní Kasai

Vlajka odštěpeneckého státu Katanga, vyhlášeného v roce 1960

11. července 1960 prohlásil vůdce CONAKATu Moïse Tshombe jižní provincii Katanga za nezávislý stát Katanga s hlavním městem Élisabethville a sám sebe prezidentem. Katanga, bohatá na minerály, tradičně sdílela užší hospodářské vazby s měděným pásem v sousední Severní Rhodesii (tehdy součástí Středoafrické federace) než se zbytkem Konga a kvůli svému hospodářskému významu byla za belgické nadvlády spravována odděleně od zbytku země. CONAKAT dále tvrdil, že Katanžané jsou etnicky odlišní od ostatních konžských obyvatel. Odštěpení bylo částečně motivováno touhou katanžských separatistů ponechat si většinu z bohatství vytvořeného místní těžbou a vyhnout se jeho sdílení se zbytkem Konga.} Dalším významným faktorem bylo to, co CONAKAT považoval za rozpad práva a pořádku ve středním a severovýchodním Kongu. Když Tshombe oznamoval odtržení Katangy, řekl: „Oddělujeme od chaosu.“

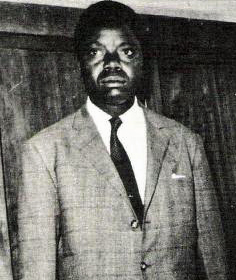
Prezident odštěpenecké Katangy Moise Tshombe

Hlavní těžební společnost Union Minière du Haut Katanga (UMHK), začala podporovat CONAKAT již během posledních dnů belgické vlády, protože se obávala, že by se MNC mohla po nezávislosti snažit znárodňovat majetek. UMHK byl z velké části ve vlastnictví Société Générale de Belgique, holdingové společnosti se sídlem v Bruselu, která měla úzké vazby na belgickou vládu. Belgická vláda podporovala UMHK a poskytla Katanze vojenskou podporu a nařídila svým úředníkům v regionu, aby zůstali na svých funkcích. K doplnění a velení katanžských vojsk Tshombe také najal žoldnéře, převážně bělochy z Jižní Afriky a Rhodesie. Ačkoliv byla Katanga podporována Belgičany, nikdy nebyla formálně diplomaticky uznána žádným státem. Katanžské odštěpení podtrhlo „zásadní slabost“ ústřední vlády v Léopoldville, která byla hlavním obhájcem unitárního státu.
Dne 8. srpna, necelý měsíc po katanžském odštěpení, vyhlásila svoji nezávislost na ústřední vládě také část oblasti Kasai ležící od Katangy poněkud severněji. Byl vyhlášen Důlní stát Jižní Kasai, který byl mnohem menší než Katanga a rozkládal se okolo města Bakwanga, nicméně se jednalo také o těžařský region. Jižní Kasai byla převážně osídlena Luby a její prezident Albert Kalonji prohlašoval, že odtržení bylo do značné míry vyvoláno perzekucí tohoto etnika ve zbytku Konga. Vláda jižního Kasai byla podporována belgickou těžařskou společností Forminière, která za finanční podporu získala od nového státu koncese. Bez kontroly nad Katangou a jižním Kasai byla centrální vláda zbavena přibližně 40 % svých příjmů.

### Zahraniční reakce a intervence OSN
Nespokojenost s belgickou podporou odštěpeneckým státům vyústila na půdě OSN ve výzvu k odsunu všech belgických jednotek ze země. Generální tajemník OSN Dag Hammarskjöld věřil, že krize poskytne organizaci šanci prokázat její potenciál jako hlavní mírové síly a podpořil vyslání mezinárodního kontingentu mírových sil do Konga pod velením OSN. 14. července přijala Rada bezpečnosti OSN rezoluci 143, v níž vyzývá k úplnému stažení belgických vojáků z Konga a jejich nahrazení silami pod velením OSN.

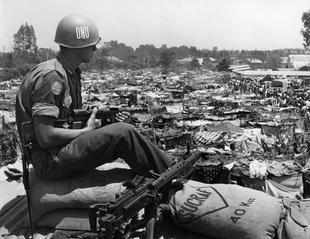
Švédský voják v Kongu. OSN zde během ONUC rozmístila jednotky z různých zemí

Ústřední vláda v čele s Lumumbou operaci OSN v Kongu (ONUC) zpočátku přivítala, protože si myslela, že OSN pomůže potlačit odštěpenecké státy. Počáteční mandát ONUC se však vztahoval pouze na zachování práva a pořádku. Hammarskjöld považoval odštěpení za vnitřní politickou záležitost a odmítl použít jednotky OSN na pomoc centrální konžské vládě; tvrdil, že by to znamenalo ztrátu nestrannosti a porušení konžské suverenity. Lumumba také požádal o pomoc vládu Spojených států Dwighta D. Eisenhowera, která odmítla poskytnout jednostrannou vojenskou podporu. Následně se obrátil na Sovětský svaz, který souhlasil s poskytnutím zbraní, logistické a materiální podpory. V Kongu brzy přistálo asi 1 000 sovětských vojenských poradců. Tyto akce Lumumbu oddělily od zbytku vlády, zejména od Kasavuba, který se obával důsledků sovětské intervence. Američané se také obávali, že by prosovětské Kongo mohlo vytvořit základ velkého rozšíření komunismu ve střední Africe.
Se sovětskou podporou zahájila ANC v počtu 2 000 mužů hlavní útok proti Jižní Kasai. Útok byl velmi úspěšný, ale během něj se ANC zapletla do bojů uvnitř lubského etnika s kmenem Lulua a provedla řadu velkých masakrů lubských civilistů. V nich bylo zabito asi 3 000 lidí. Násilí postupujících jednotek způsobilo exodus tisíců Lubů, kteří prchali ze svých domovů, aby unikli bojům.
Zapojení Sovětského svazu znepokojilo Spojené státy. Eisenhowerova administrativa v souladu s belgickým názorem nabyla přesvědčení, že Lumumba je komunista a že Kongo může být na cestě přeměny ve strategicky umístěný sovětský satelit. V srpnu 1960 agenti Central Intelligence Agency (CIA) v regionu oznámili své agentuře, že „Kongo prochází klasickým komunistickým … převratem“ a varovali, že se Kongo může vydat stejnou cestou jako Kuba.

## Politická dezintegrace

### Rozpad ústřední vlády a první Mobutuův převrat

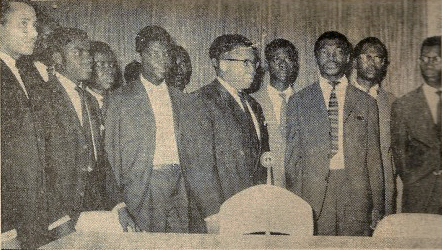
Kasavubu s generálními komisaři, které Mobutu jmenoval v září 1960

Lumumbova žádost o sovětskou podporu rozdělila vládu a vedla k narůstajícímu tlaku západních zemí, aby byl zbaven moci. Kromě toho se Tshombe i Kalonji obrátili na Kasavubua, kterého považovali za umírněného a federalistického, aby se postavil proti Lumumbovu centralismu a vyřešil otázku separatistů. Mezitím Mobutu převzal účinnou kontrolu nad armádou, usměrňoval zahraniční pomoc ke konkrétním jednotkám a povyšoval důstojníky, aby si zajistil jejich věrnost.
Prostřednictvím rozhlasu oznámil Kasavubu 5. září 1960, že s příslibem americké podpory odvolal jednostranně Lumumbu a přitom použil jako záminku masakry v jižním Kasai. Obě komory parlamentu však Lumumbu podpořily a odsoudily Kasavubuovu akci. Lumumba se pokusil Kasavuba z jeho funkce odstranit, ale nezískal podporu, což vyvolalo ústavní krizi. Aby se zjevně patová situace vyřešila, provedl Joseph-Désiré Mobutu nenásilný převrat a nahradil jak Kasavuba, tak i Lumumbu kolegiem generálních komisařů (Collège des Commissaires-généraux) složeným z absolventů vysokých škol, vedeným Justinem Bombokem. Sovětští vojenští poradci dostali rozkaz odejít. Převrat byl zamýšlen jako prostředek, aby si politici vzali oddech, než budou moci znovu začít vládnout. Ve skutečnosti se však Mobutu postavil s Kasavubuem proti Lumumbovi, který byl v domácím vězení, hlídaný ghanskými jednotkami OSN v obklíčení vojáky ANC. Kasavubu byl Mobutuem v únoru 1961 znovu jmenován prezidentem. Od tohoto puče byl Mobutu schopen uplatňovat v zákulisí konžské politiky značnou moc.

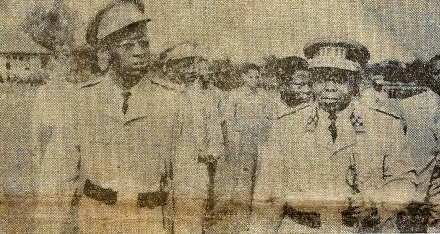
Plukovník Mobutu (vlevo) na snímku vedle prezidenta Kasavubua v roce 1961

Po návratu Kasavubua došlo mezi konžskými frakcemi k pokusu o sblížení. Tshombe zahájil jednání o ukončení odštěpení a vytvoření konfederace Kongo. Ačkoli bylo dosaženo kompromisní dohody, jejímu uskutečnění zabránilo osobní nepřátelství mezi Kasavubuem a Tshombem, kvůli kterému se vyjednávání rozpadlo. Pokus o usmíření v červenci 1961 vedl k vytvoření nové vlády, vedené Cyrillem Adoulou, která sdružovala zástupce jak lumumbistických, tak i jižních kasajských frakcí, ale nedokázala dosáhnout smíření s Katangou.
Členové MNC-L uprchli do Stanleyville, kde v listopadu 1960 vytvořili v opozici vůči ústřední vládě v Léopoldville povstaleckou vládu pod vedením Antoina Gizengy. Přitom měla k dispozici 5 500 vojáků, což bylo jen o málo méně než ústřední vláda (7 000). Gizengova vláda byla některými státy, včetně Sovětského svazu a Číny, uznána jako oficiální konžská vláda. Vystavena tlaku OSN se Gizengova vláda v lednu 1962 po jeho zatčení zhroutila.

### Lumumbova smrt

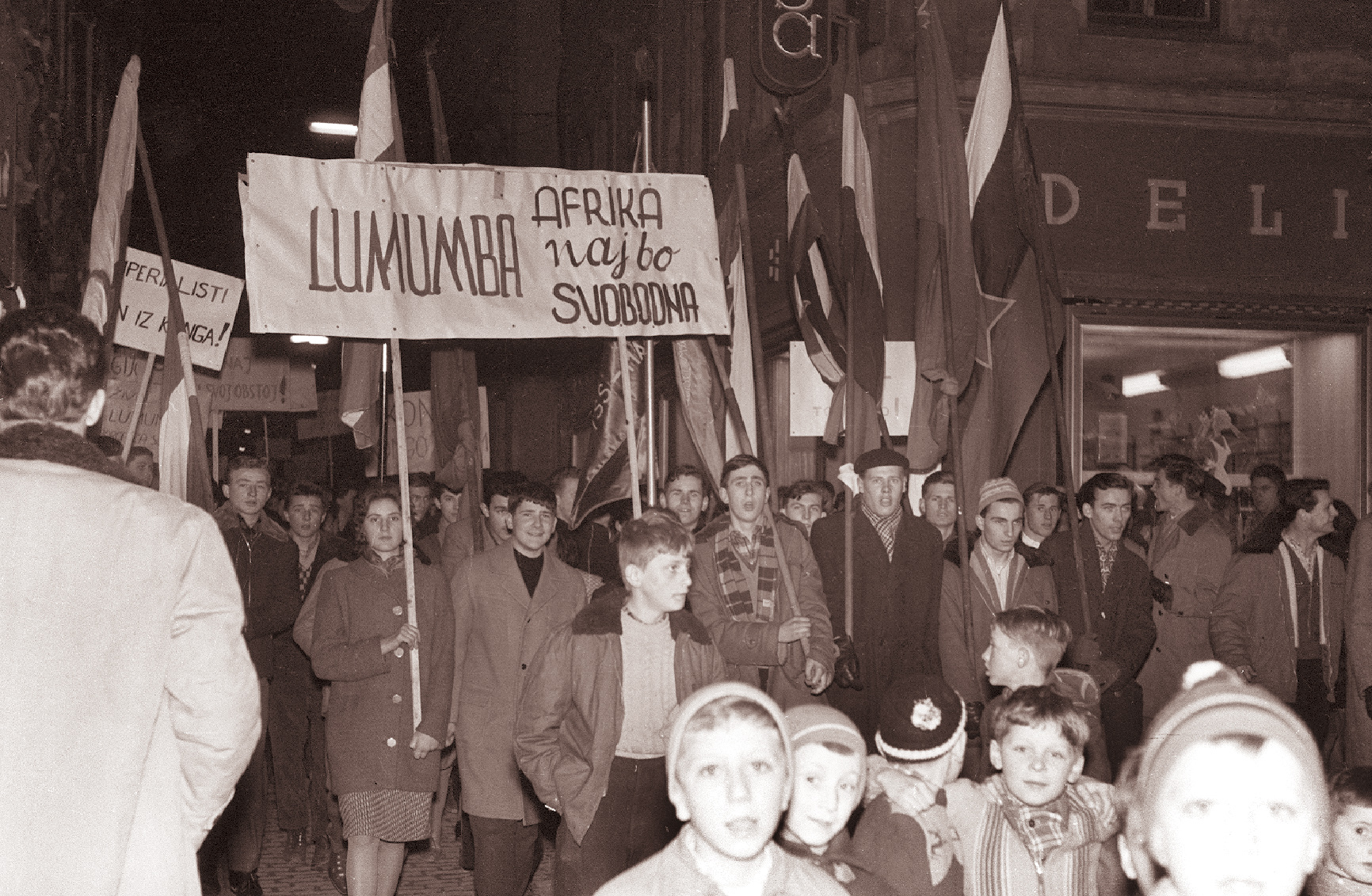
Prolumumbovští demonstranti v Mariboru v Jugoslávii v únoru 1961

Lumumba uprchl z domácího vězení, vydal se na východ směrem ke Stanleyville a očekával, že by tam mohl získat podporu. Pronásledován vojsky loajálními Mobutovi byl zajat u Lodi 1. prosince 1960 a se svázanýma rukama letecky přepraven zpátky do Léopoldville. Navzdory výzvám OSN Kasavubovi k uskutečnění řádného procesu Sovětský svaz tuto organizaci prohlásil za odpovědnou za Lumumbovo zatčení a požadoval jeho propuštění. Dne 7. prosince 1960 bylo svoláno zasedání Rady bezpečnosti OSN, aby zvážilo sovětské požadavky, podle nichž měla OSN usilovat o okamžité propuštění Lumumby, jeho navrácení do čela konžské vlády a odzbrojení Mobutuových sil. Prolumumbovská rezoluce neprošla hlasováním v poměru 8:2. Ještě v zajetí byl Lumumba mučen a transportován do Thysville a později do Katangy, kde byl předán silám loajálním Tshombemu. 17. ledna 1961 Lumumbu popravili katanžští vojáci poblíž Élisabethville.
Zprávy o popravě vydané 13. února vyvolaly mezinárodní pobouření. Belgické velvyslanectví v Jugoslávii bylo napadeno protestujícími v Bělehradě a v Londýně a New Yorku došlo k násilným demonstracím. Krátce nato bylo v jižním Kasai popraveno za „zločiny proti lubskému národu“ sedm lumumbistů, včetně prvního prezidenta provincie Orientale Jean-Pierra Finanta. Gizengovi vojáci poté v odvetu zastřelili 15 politických vězňů, včetně ministra spojů Alphonse Songolo, který se od Lumumby odvrátil.

### Intervence Spojených národů a konec odtržení Katangy
Od svého původního usnesení z července 1960 vydala OSN několik dalších rezolucí požadujících úplné stažení belgických a žoldnéřských sil z Katangy. V roce 1961 měly síly ONUC téměř 20 000 mužů. Přestože jim jejich mandát nedovoloval nikomu stranit, měly mandát zatknout cizí žoldnéře, kdekoli se s nimi setkali. V září 1961 se nezdařil pokus o nenásilné zadržení skupiny katanžských žoldnéřů v rámci operace Morthor a změnil se v ozbrojený boj. Požadavek, aby byly síly ONUC nestranné byl podkopán v polovině září, kdy byla po šestidenním obléhání Jadotville zajata irská jednotka OSN početně silnějšími katanžskými silami. Katanga zadržovala Iry jako válečné zajatce, což byl vývoj, který hluboce zahanbil misi OSN a její zastánce.

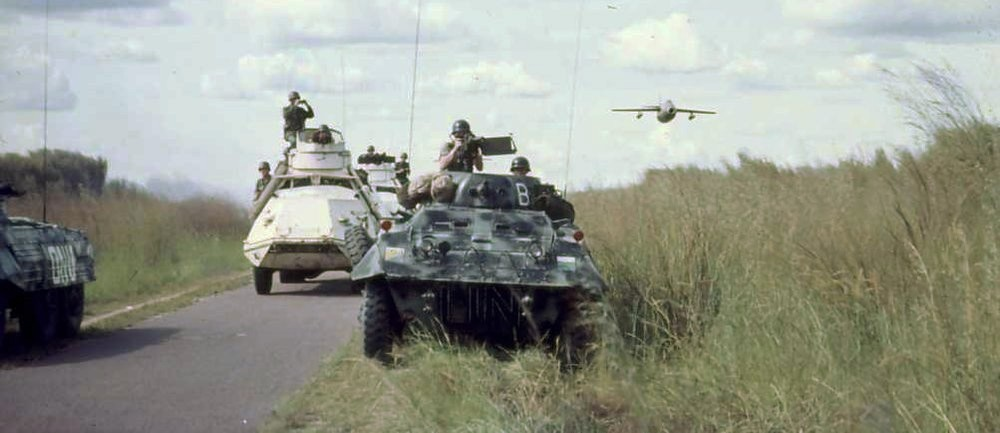
Švédské jednotky ONUC postupující na město Kamina

Dne 18. září 1961 Hammarskjöld odletěl do Ndoly, těsně u hranic se severní Rhodesií, aby se pokusil zprostředkovat příměří mezi silami OSN a Katangy. Před přistáním na letišti Ndola jeho letadlo havarovalo a všichni na palubě zahynuli. Na rozdíl od Hammarskjöldových pokusů provádět v Kongu smírnou politiku jeho nástupce U Thant podporoval radikálnější politiku přímého zapojení do konfliktu. Katanga propustila zajaté irské vojáky v polovině října jako součást dohody o příměří, ve které ONUC souhlasila se stažením svých vojáků, což byl Tshombeho propagandistický tah. Opakovaná americká podpora mise OSN posílila mezinárodní požadavky na vyřešení situace. Velkou vlnu nevole na mezinárodní úrovni také vyvolala v listopadu 1961 hromadná vražda třinácti italských pilotů OSN v Port-Émpain, které místní obyvatelé pokládali za Tshombeho zahraniční žoldnéře a jejichž těla následně snědli. V dubnu 1962 obsadily jednotky OSN Jižní Kasai. V noci z 29. září 1962 zahájili vojenští velitelé jižního Kasai v Bakwangu státní převrat proti režimu Kalonjho. 5. října 1962 dorazila do Bakwanga vojska ústřední vlády, aby podpořila vzbouřence a pomohla potlačit poslední přívržence Kalonjho, čímž ukončila odtržení jižního Kasai.

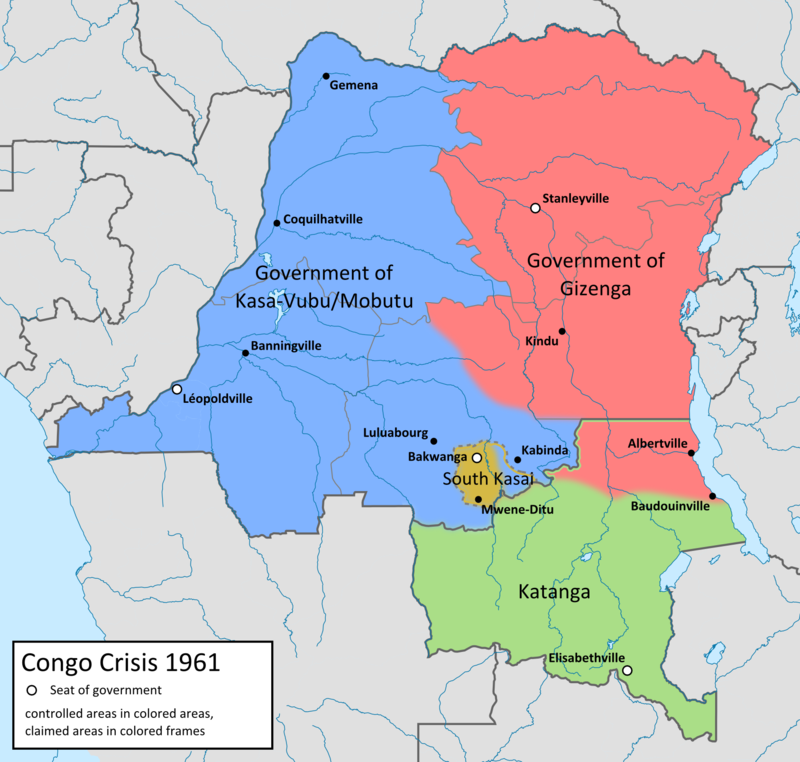
Mapa rozděleného Konga v roce 1961

Usnesení Rady bezpečnosti č. 169, vydané v listopadu roku 1961 odpovídalo na požadavek ONUC, aby reagovala na zhoršující se lidskoprávní situaci a zabránila vypuknutí rozsáhlé občanské války. Usnesení „zcela odmítá“ nárok Katangy na státnost a opravňuje jednotky ONUC použít veškeré nutné síly, aby „pomohla ústřední vládě Konga obnovit a zachovat právo a pořádek“. V odpovědi na další katanžské provokace ONUC zahájila operaci Unokat, rozebrala katanžské silniční zátarasy a obsadila strategické pozice kolem Élisabethville. Tváří v tvář mezinárodnímu tlaku Tshombe podepsal v prosinci roku 1962 v Kitoně prohlášení, v němž v zásadě vyslovil souhlas s přijetím autority centrální vlády a ústavy státu a vzdal se nároku na katanžskou nezávislost. Následné rozhovory mezi Tshombem a Adoulou ztroskotaly, zatímco katanžské síly nadále obtěžovaly jednotky OSN. Klesající podpora Belgie a rostoucí neochota podporovat Katangu prokázaly, že by stát nemohl trvale přežívat. 11. prosince 1962 prohlásil belgický ministr zahraničí Paul-Henri Spaak, že belgická vláda bude podporovat OSN nebo ústřední konžskou vládu, jestliže se pokusí ukončit silou ukončit odtržení Katangy.
24. prosince 1962 se poblíž Élisabethville střetly jednotky OSN a katanžského četnictva a vypukly boje. Poté, co se nepodařilo dosáhnout příměří, jednotky OSN zahájily operaci Grandslam a obsadily Élisabethville, což přimělo Tshombeho opustit zemi. Brzy poté bylo dohodnuto příměří. Indická vojska OSN obsadila Jadotville, čímž zabránila katanžským loajalistům v přeskupování, přestože tím překročila své rozkazy. Jednotky OSN postupně obsazovaly zbytek Katangy a 17. ledna 1963 se Tshombe vzdal své poslední pevnosti v Kolwezi, čímž fakticky ukončil katanžské odtržení.

### Pokus o politické usmíření

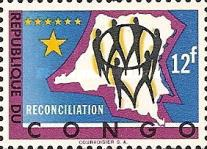
Poštovní známka z roku 1963 připomínající „usmíření“ politických frakcí v Kongu po skončení katanžského odtržení

Po ukončení odtržení Katangy začala politická jednání s cílem smířit nesourodé politické frakce. Jednání se časově shodovala s vytvořením politické emigrační skupiny Conseil National de Libération (CNL) disidentskými lumumbisty a dalšími v sousedním Kongo-Brazzaville. Jednání byla završena sepsáním nové, revidované ústavy, známé jako Luluabourská ústava, podle města, ve kterém byla dojednána, aby se vytvořil kompromis rovnováhy moci. Nová ústava zvýšila moc prezidenta, ukončila systém společné konzultace mezi prezidentem a předsedou vlády a upokojila federalisty zvýšením počtu provincií ze šesti na 21 a zvýšením jejich autonomie. Ústava také změnila název státu z Konžské republiky na Konžskou demokratickou republiku. Ratifikace proběhla ústavním referendem v červnu 1964 a parlament byl až do dalších voleb rozpuštěn. Dočasným předsedou vlády jmenoval Kasavubu exilového katanžského vůdce Tshombeho. Za Tshombovy prozatímní vlády byly nové volby naplánovány na 30. března 1964 a mezitím však ve střední a východní části Konga vypuklo povstání.

## Povstání Kwilu a Simba
Období politické krize vedlo k rozsáhlému rozčarování z centrální vlády, která byla u moci po vyhlášení nezávislosti. Poptávky po „druhé nezávislosti“ a osvobození od kleptokracie a politického boje v hlavním městě rostly. Heslo „druhé nezávislosti“ převzali konžští revolucionáři inspirovaní maoisty, včetně Pierra Muleleho, který pracoval v Lumumbově vládě. Politická nestabilita Konga umožnila nasměrovat přechod širší nespokojenosti k přímé vzpouře.

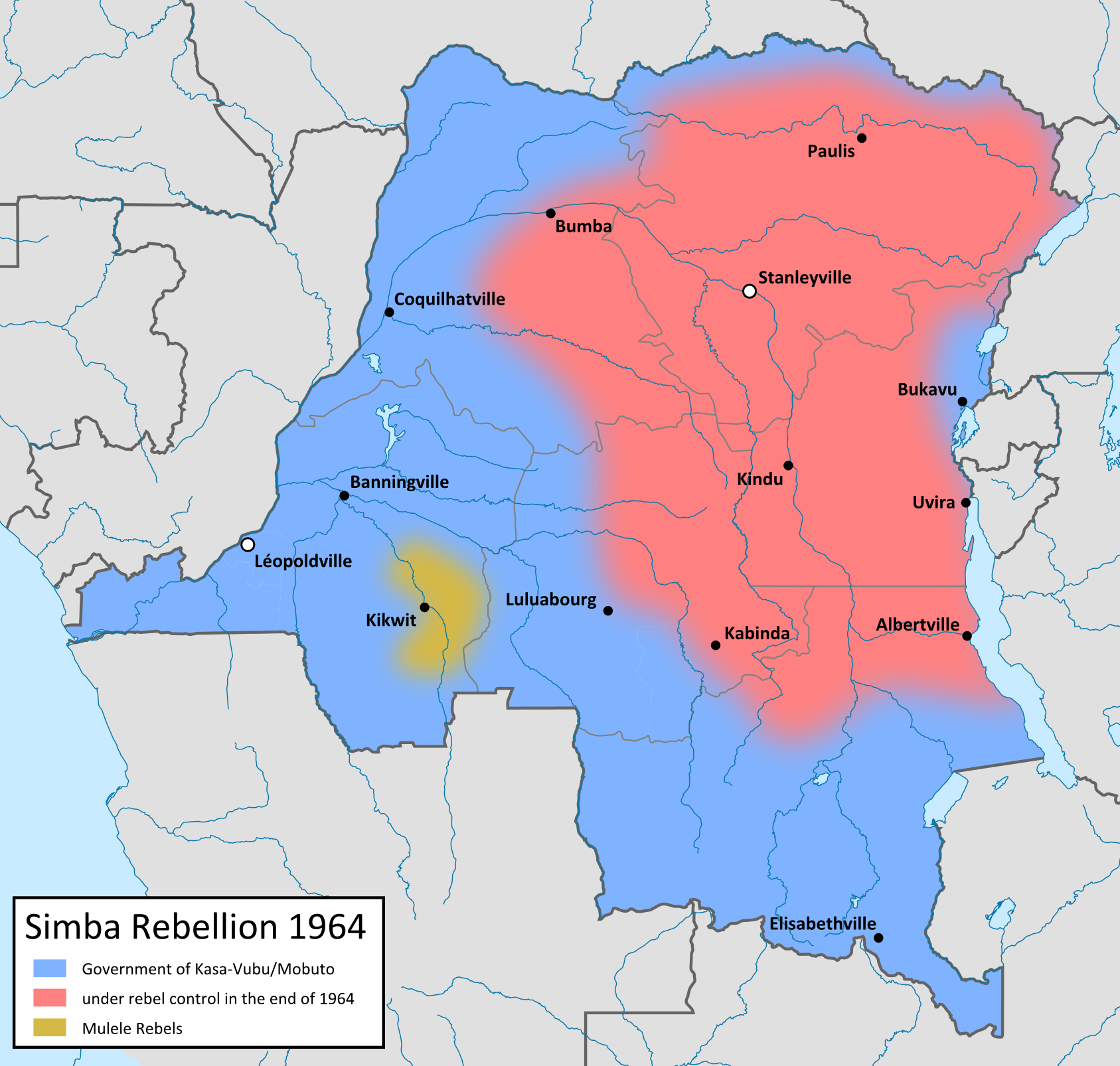
Mapa znázorňující území ovládané povstalci Simba (červená) a Kwilu (žlutá), 1964

Po agitaci lumumbistů vedenou Mulelem začaly na venkově nepokoje mezi kmeny Pende a Mbundu. Do konce roku 1963 došlo v regionech středního a východního Konga k nepokojům. Povstání Kwilu vypuklo 16. ledna 1964 ve městech Idiofa a Gungu v provincii Kwilu. Další nepokoje a povstání pak postupovaly do Kivu na východě a později do Albertville, čímž se nepokoje rozšířily i jinam a slily se do velkého povstání Simba. Povstalci začali rozšiřovat své území a rychle postupovat na sever a mezi červencem a srpnem obsadili Port-Émpain, Stanleyville, Paulis a Lisalu.
Povstalci, kteří se nazývali „Simbové“ (ze svahilského výrazu pro „lva“), měli populistickou, ale nejasnou ideologii, volně založenou na komunismu, která upřednostňovala rovnost a zaměřovala se na zvýšení společenského bohatství. Většina aktivních revolucionářů byli mladí muži, kteří doufali, že jim povstání poskytne příležitosti, které by jinak neměli. K iniciaci členů používali Simbové kouzla a věřili, že podle morálního kódu by se mohli stát vůči kulkám nezranitelnými. Pro rebely byla kouzla velmi důležitá, protože také hojně využívali čarodějnictví, aby se chránili a demoralizovali své odpůrce ANC. Jak povstalci postupovali, páchali na obsazeném území četné masakry s cílem odstranit politickou opozici a terorizovat obyvatelstvo. Když vzpoury začaly, jednotky ONUC se z Konga již stahovaly a jejich stav dosahoval pouze 5 500, přičemž většina byla dislokována v jihovýchodní části země a zaneprázdněna končícím katanžským konfliktem. Zastrašení západní misionáři se stahovali na svá velvyslanectví a ta zase požádala o pomoc OSN. Byla shromážděna malá jednotka mírových sil a následně vyslána do oblasti Kwilu, aby prchající misionáře zachránila. Záchranné operace pokračovaly po celý březen a duben a podařilo se jich úspěšné zachránit více než 100.
Povstalci založili Konžskou lidovou republiku (République populaire du Congo) s hlavním městem ve Stanleyville a Christophe Gbenye se prohlásil jejím prezidentem. Nový stát byl podporován Sovětským svazem a Čínou, která mu dodávala zbraně, stejně jako některé africké státy, zejména Tanzanie. Podporovala ho také Kuba, která vyslala tým více než 100 poradců vedených Che Guevarou, aby radili Simbům v taktice a indoktrinaci. Povstání Simba se časově shodovalo se širokou eskalací studené války souběžně s incidentem v Tonkinském zálivu a spekulovalo se, že pokud by vzpoura nebyla rychle poražena, mohlo by dojít k americké vojenské intervenci jako ve Vietnamu.

### Potlačení a belgická a americká intervence
Po počátečním úspěchu se povstání Simba začalo potýkat s místním odporem, když dosáhlo oblastí mimo tradiční doménu MNC-L. Lidová republika také trpěla nedostatkem soudržné sociální a hospodářské politiky, což přispívalo k neschopnosti spravovat vlastní území. Od konce srpna 1964 rebelové začali před ANC ustupovat. Albertville a Lisala byly dobyty zpět koncem srpna, respektive začátkem září. Proti vzdorujícím Simbům povolal Tshombe, podporovaný Mobutuem, mnoho ze svých bývalých žoldnéřů z doby katanžského odštěpení. Žoldnéři vedeni „Mad Mike“ Hoarem, většinou běloši ze střední a jižní Afriky, vytvořili jednotku známou jako 5 Commando ANC. Jednotka sloužila jako předvoj ANC a byla známa nejen rozsáhlým beztrestným zabíjením, mučením, rabováním a masovým znásilňováním ve znovu dobytých povstaleckých oblastech, ale i tím, že ze spárů Simbů zachránila odhadem 2 000 Evropanů. Žoldnéři byli mimo jiné materiálně podporováni CIA.

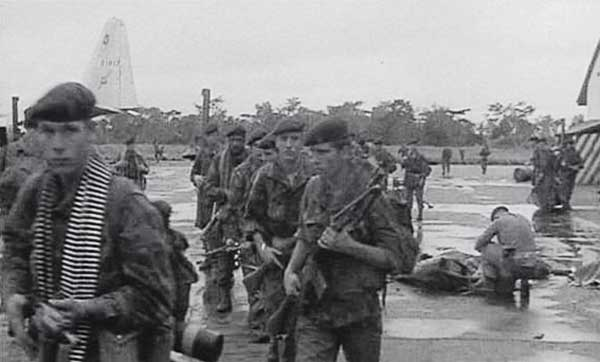
Belgičtí výsadkáři na letišti Stanleyville krátce po operaci

V listopadu 1964 Simbové shromáždili zbývající bělochy ze Stanleyville a okolí. Drželi je jako rukojmí ve městě v hotelu Victoria, aby je mohli použít jako prostředek k vyjednávání s ANC. K osvobození rukojmí byli do Konga vysláni belgičtí výsadkáři v amerických letadlech a 24. listopadu v rámci operace Dragon Rouge přistáli ve Stanleyville a rychle je osvobodili. Celkem bylo zabito přibližně 70 rukojmí a 1 000 konžských civilistů, přičemž převážná většina rukojmí byla evakuována. Přestože měla belgická vojska pouze rozkaz osvobodit rukojmí a neměla vytlačit Simby z města, útok „zlomil zázemí východního povstání, které se nikdy nezotavilo“. Vážně rozhádané vedení Simbů uprchlo v nepořádku do exilu; Gbenyeho postřelil do ramene jeho vlastní generál poté, co mu oznámil jeho propuštění. Mezitím se belgičtí výsadkáři a civilisté vrátili do své země. Po zásahu byla Belgie veřejně obviněna z neokolonialismu.
Brzy po operaci Dragon Rouge ANC a žoldnéřští vojáci dobyli Stanleyville a ukončili povstání Simba. Kapsy odporu vydržely ve východním Kongu déle, zejména v Jižním Kivu, kde Laurent-Désiré Kabila vedl přeshraniční maoistické povstání, které trvalo až do roku 1980.

## Druhý Mobutuův převrat
Před volbami naplánovanými na březen 1965 se podařilo Tshombemu sestavit širokou koalici 49 stran a nazval ji Convention nationale congolaise (CONACO). Tshombe byl osobně velmi schopný, ale africkými vůdci (např. marockým králem Hasanem II.) byl odsuzován kvůli své roli při odštěpení Katangy. Od afrických radikálů se lišil tím, že budoucnost Afriky viděl ve spolupráci s bělochy a dokázal této síly vyžívat, proto dostal nálepku antikomunisty a loutky imperialistů. Ve volbách získala Tshombova konvence 122 křesel ze 167, ale strana se brzy rozštěpila a její velká část vytvořila nový subjekt – Front Démocratique Congolais (FDC). Ve výsledku CONACO kontrolovalo Poslaneckou sněmovnu, zatímco FDC Senát, čímž se stal výsledek voleb nejednoznačným. Kasavubu se pokusil využít situaci k zablokování Tshombeho, který u něj a Mobutua ztratil podporu v důsledku belgicko-americké intervence, a v říjnu 1965 ho odvolal z postu předsedy vlády. Následně v listopadu jmenoval předsedou vlády protitshombovského vůdce Évarista Kimbu z FDC, ale parlament protishombovskou většinou toto jmenování zamítl. Místo hledání kompromisního kandidáta Kasavubu znovu jednostranně prohlásil Kimbu předsedou vlády, což bylo opět zamítnuto, a tak vznikl politický pat. V situaci, kdy neexistovala funkční vláda, se Mobutu 25. listopadu 1965 chopil moci v nekrvavém puči, údajně, aby z ní našel východisko.
Mobutu předpokládal, že pod záštitou výjimečného stavu bude mít téměř absolutní moc po dobu pěti let, a poté bude demokracii obnoví. Mobutuův puč, který sliboval ekonomickou i politickou stabilitu, byl podporován Spojenými státy a dalšími západními vládami a jeho vláda se zpočátku setkala se všeobecnou popularitou. Mobutu přebíral stále více i jiné pravomoci, v roce 1966 zrušil funkci předsedy vlády a rok později rozpustil parlament.

## Následky a odkaz

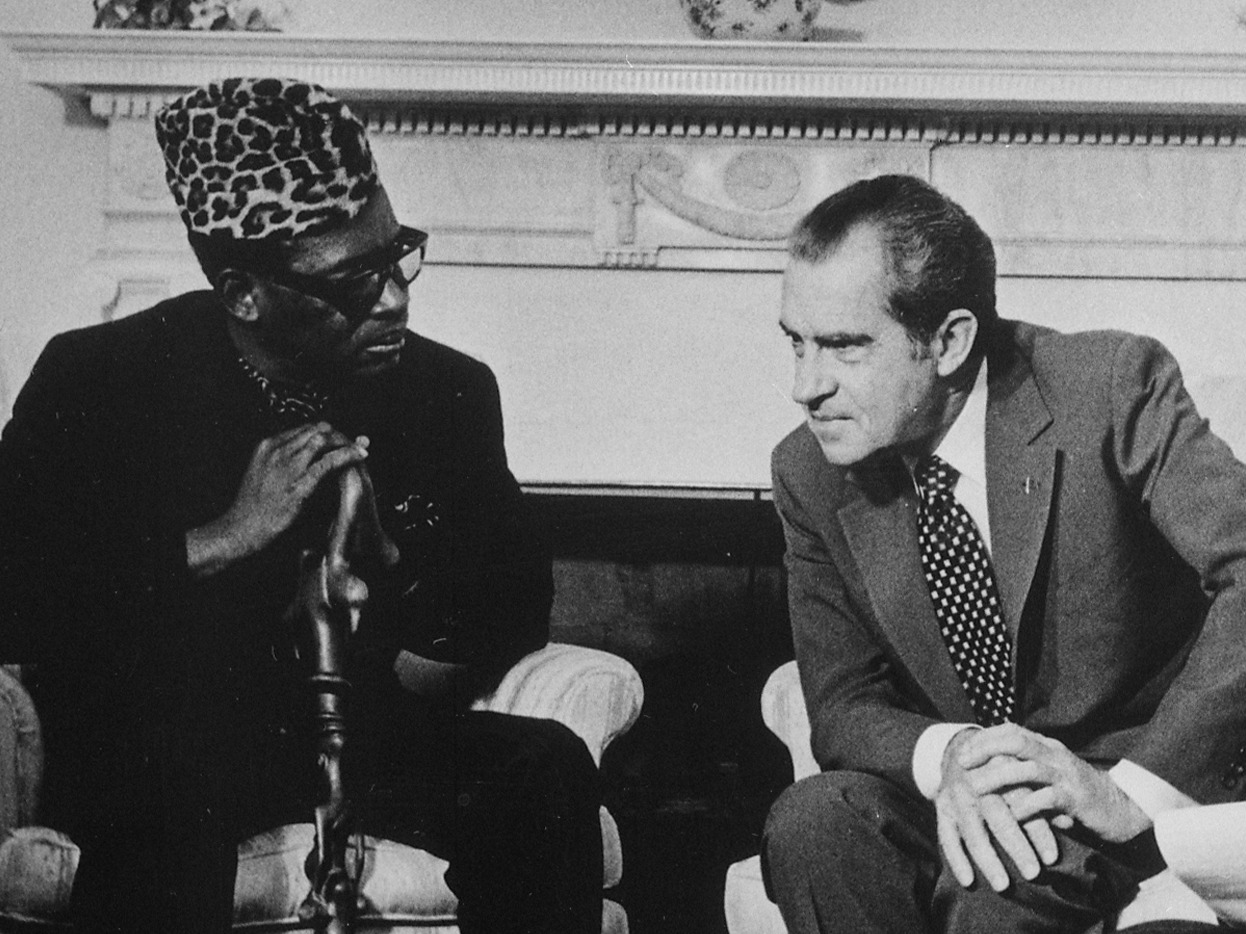
Mobutu s Richardem Nixonem v Bílém domě v roce 1973

Jakmile se Mobutu stal jediným zdrojem politické moci, upevňoval postupně svoji kontrolu nad Kongem. Počet provincií byl snížen a jejich autonomie byla omezena, čímž vznikl vysoce centralizovaný stát. Mobutu umisťoval své stoupence do zbývajících důležitých pozic. Aby prokázal svou legitimitu, tak v roce 1967 vytvořil stranu Mouvement Populaire de la Révolution (MPR), která byla jedinou povolenou politickou stranou v zemi až do roku 1990. V roce 1971 byl stát přejmenován na Zair a byla uskutečněna kampaň k odstranění všech koloniálních vlivů nazvaná Autenticité. Rovněž znárodnil aktiva zahraničních ekonomických subjektů, například UMHK se přeměnila na Gécamines. Přes počáteční úspěchy se již v době svého zřízení Mobutuova vláda vyznačovala rozšířeným favoritismem, korupcí a špatným ekonomickým řízením.
V časech po uklidnění krize měl Mobutu možnost odstranit mnoho osob, které v jejím průběhu stály proti němu v opozici a mohly by ohrozit jeho vládu. Tshombe byl v roce 1965 poslán do druhého vyhnanství poté, co byl obviněn ze zrady. Tshombeho popularitu potvrdily dvě vzpoury v letech 1966 až 1967, které vypukly ve Stanleyville a do nichž bylo zapojeno až 800 katanžských četníků a bývalých Tshombeho žoldnéřů. Vzpoury byly nakonec potlačeny. V roce 1967 byl Tshombe v nepřítomnosti odsouzen k smrti a téhož roku byl při únosu letadla unesen a zadržen v Alžírsku. Jeho smrt v roce 1969, údajně přirozená, vyvolala spekulace, že by do ní mohla být zapojena i Mobutuova vláda. Mulele byl slibem amnestie nalákán z exilu zpět do Konga, ale byl mučen a zavražděn.

### Politické dědictví
Krize nevyřešila problémy spojené s etnicitou v politice, centralizací a federalizace státu, což mělo za následek pokles autority státu mezi konžským obyvatelstvem. Mobutu byl silně nakloněn centralizaci a jedním z jeho prvních činů v roce 1965 bylo sloučení provincií a zrušení velké části jejich nezávislé legislativní agendy. Následná ztráta víry v ústřední vládu přispěla k tomu, že Kongo bylo označeno jako neúspěšný stát, a k násilí mezi frakcemi obhajujícími etnický a lokální federalismus. Místní povstání pokračovalo ve východním Kongu do 80. let a zanechalo dědictví nestability podél východních hranic Konga. Laurentovi-Désiré Kabilovi, který tam během krize vedl povstání, se v roce 1997 podařilo Mobutua odstranit a stal se prezidentem obnovené Demokratické republiky Kongo. Následoval ho jeho syn Joseph Kabila. Po Mobutuově pádu založil Antoine Gizenga politickou stranu Parti Lumumbiste Unifié (PALU) a po všeobecných volbách v roce 2006 byl jmenován předsedou vlády.
Konžská krize má velký význam v kolektivní paměti Konžanů. Na Lumumbovu vraždu se v jejím kontextu pohlíží zejména jako na symbolický okamžik, kdy Kongo ztratilo svou důstojnost v mezinárodním společenství a schopnost určovat svou budoucnost, která byla od té doby ovládána Západem. Mnoho Konžanů považuje problémy krize za stále nevyřešené a věří, že sebeurčení Konga musí být nadále zajišťováno prostřednictvím západních mocností. Toto přesvědčení v široké míře utváří politické ambice značného počtu Konžanů.

### Historiografie a historická diskuse
Konžská krize je v historiografii obvykle popisována jako období chaosu a nepokojů; panuje široká shoda v tom, že konžská nezávislost byla pohromou. Tato interpretace často srovnává krizi se stabilitou Konga pod belgickou vládou před rokem 1960 a za Mobutuova režimu po roce 1965. V Belgii mělo obvinění ze spoluúčasti na zabití Lumumby za následek oficiální vyšetřování a následnou omluvu (v roce 2001) za „morální zodpovědnost“, i když nikoli přímou účast. Většina akademiků dospěla k závěru, že Spojené státy do krize výrazně zasáhly. Akademik David N. Gibbs tvrdí, že několikasvazková oficiální historie americké zahraniční služby Foreign Relations of the United States úmyslně snižuje americkou účast na krizi.

## Mezinárodní význam
Nepokoje v Kongu destabilizovaly střední Afriku a pomohly zažehnout portugalskou koloniální válku, zejména válku za nezávislost v sousední Angole. Angolští nacionalisté měli dlouho úzké vazby na Kongo, kde mnozí žili v exilu. Angolská národně-osvobozenecká organizace Sdružení národů severní Angoly (União dos Povos do Norte de Angola – UPA),, která měla hlavní základnu mezi angolskými Kongy, podporovala politiky ABAKO, kteří doufali, že obnoví království Kongo a změní hranice stanovené během koloniálního období. V přesvědčení, že nezávislost Konga je první fází tohoto procesu, UPA v roce 1961 vyvolala povstání v oblasti Baixa de Cassanje a tím zahájila konflikt v Angole, který trval až do roku 1974. Konžské, později zairské vlády pokračovaly v podpoře angolských povstalců a dokonce se přímo podílely na následné angolské občanské válce.
Krize způsobila, že nově nezávislé africké státy přehodnotily své závazky a vnitřní vazby. Zejména došlo k rozčlenění afrických států do frakcí. Umírněné státy se připojily k Africko-malgašské unii, která vyzývala k určitému stupni jednoty mezi frankofonními africkými státy a udržování vazeb s Francií. Radikální státy se připojily ke Casablanské skupině, která požadovala panafrickou federaci. Chaotické násilí v krizi a osud místních bělochů, z nichž mnozí se uchýlili do severní a jižní Rhodesie jako uprchlíci, přispěly k rozšířenému přesvědčení mezi bělochy, že černošští nacionalističtí politici nejsou připraveni vládnout, a vyvolaly obavy, že okamžité předání moci v Rhodesii černé většině může vést k podobné situaci. Poté, co jednání s Británií opakovaně ztroskotala, převážně bělošská vláda jižní Rhodesie vyhlásila v roce 1965 jednostranně nezávislost.
Odtržení Katangy mělo v Africe velký politický dopad. Během občanské války v Čadu v letech 1965 až 1979 Fronta národního osvobození (Front de Libération Nationale du Tchad – FROLINAT) ve snaze odstranit vládu Françoise Tombalbaye, podporovanou na jihu, na základě této zkušenosti výslovně odmítla secesionismus a oficiálně prohlásila, že „v Čadu nebude žádná Katanga“. V nigerijské občanské válce mezi lety 1967 a 1970 se od Nigérie odtrhla oblast Biafra, obývaná Igby, kvůli privilegování zájmů severních etnických skupin a diskriminace Igbů. Odštěpení Biafry a Katangy je ve vědeckých pracích často srovnáváno. Na rozdíl od Katangy dosáhla Biafra omezeného oficiálního mezinárodního uznání a odmítla podporu západních nadnárodních společností zapojených do místního ropného průmyslu. Biafra byla poražena v roce 1970 a znovu začleněna do Nigérie.